# Ласковский, Влодзимеж
Влодзи́меж Ласко́вский (пол. Włodzimierz Laskowski, 30 января 1886, Рогозьно, Великопольское воеводство — 8 августа 1940, концлагерь Маутхаузен, Верхняя Австрия) — блаженный Римско-католической церкви, священник, мученик.

## Биография
После окончания Духовной семинарии Влодзимеж Ласковский 1 марта 1914 года был рукоположен в священника, после чего исполнял обязанности викария в приходах городов Модже, Острув-Велькопольски, Познань. В своей пастырской работе уделял особенное внимание благотворительности, работая с 1 января 1917 года генеральным секретарём организации «Каритас». Кроме этого с 1923 года был хозяйственным директором в Духовной семинарии в Познани. До своего назначения на место настоятеля в приходе города Львувек занимал административную должность в епархиальной курии. В 1930 году Влодзимежа Ласковского назначили на должность львовского декана.
После начала Второй мировой войны Влодзимеж Ласковский был арестован 15 марта 1940 года и отправлен в познанскую тюрьму, через некоторое время его перевели в концентрационный лагерь Дахау, где ему присвоили концентрационный номер 11160. Последним этапом его жизни было пребывание в концентрационном лагере Маутхаузен, где он погиб 8 августа 1940 года.

## Прославление
13 июня 1999 года Влодзимеж Ласковсикий был беатифицирован римским папой Иоанном Павлом II в группе 108 блаженных польских мучеников.
День памяти в Католической церкви — 12 июня.